# サーストン・ムーア
サーストン・ジョセフ・ムーア（Thurston Joseph Moore、1958年7月25日 - ）は、アメリカのギタリスト、シンガーソングライター。ロックバンド「ソニック・ユース」のメンバーとして最もよく知られている。ソニック・ユース以外にも、ソロやグループでのコラボレーションを数多く手がけ、レコードレーベル「エクスタティック・ピース！」も運営している。ムーアは、ローリングストーン誌の2004年版「史上最も偉大なギタリスト100人」において34位にランクインした。
2012年、ムーアは新しいバンド、チェルシー・ライト・ムービングを結成し、同名デビュー作を2013年3月5日にリリースした。2015年、チェルシー・ライト・ムービングはスタジオアルバムを1枚リリースした後解散した。ムーアとバンドの他のメンバーは、彼のソロプロジェクトや他のバンドで音楽を作り続けている。

## 生い立ち
ムーアは1958年7月25日、フロリダ州コーラルゲーブルズのドクターズ病院で、音楽教授のジョージ・E・ムーアとエレノア・ナン・ムーアの息子として生まれた。1967年、彼と家族（兄のフレデリック・ユージーン・ムーア（1953年生まれ）、妹のスーザン・ドロシー・ムーア（1956年生まれ）を含む）はコネチカット州ベセルに移住した。カトリック教徒として育てられた彼は、コネチカット州ダンベリーのセント・ジョセフ・スクールに通い、その後ベセルのセント・メアリーズ・スクールに進学し、1973年から1976年までベセル高校に通った。1963年の夏、兄がレコード「ルイ・ルイ」を持ち帰り、初めてエレキギターを買ってくれたことで、初めてロックミュージックに触れることになる。
彼は1976年秋にウェスタン・コネチカット州立大学に入学したが、1学期で退学し、ニューヨーク市のA通りとB通りの間のイースト13丁目に移り、当時芽生えつつあったポスト・パンクやノー・ウェイヴの音楽シーンに参加した。そこで彼は、パティ・スミスのようなアーティストのショーや、ウィリアム・S・バロウズのスポークンワード・パフォーマンスを観ることができた。その頃、新しいグループの登場によって彼の音楽観は変わり、彼のレコードはすべて「地下室にしまい込まれたようなものになった。そしてそれらは [...] セックス・ピストルズ、ブロンディ、トーキング・ヘッズ、スージー・アンド・ザ・バンシーズに取って代わられた。それは完全に新しい世界であり、若者文化の選択肢となる新しい音楽のアイデンティティでした。」1980年に、彼はキム・ゴードンと一緒に、アーティストのダン・グラハムの下にあるエルドリッジ通り84番地のアパートに引っ越し、やがて彼と親しくなり、時にはグラハムのコレクションのレコードをミックステープに使うこともあった。
ニューヨークに移住したムーアは、後に『ザ・ビッグ・テイクオーバー』の編集者（そして後にスプリングハウスのドラマーとなる）ジャック・ラビッドを擁するハードコア・パンク・バンド、イーヴン・ワースに短期間所属していた。バンドを脱退後、ムーアとリー・ラナルドはグレン・ブランカの「ギター・オーケストラ」で実験的なギターテクニックを学んだ。ムーアはこの頃の音楽的嗜好に影響を与えたバンドとして、イギリスのバンド、ワイヤー、ポップ・グループ、レインコーツ、スリッツ、パブリック・イメージ・リミテッドを挙げている（「70年代には、ニューヨークを離れてロンドンに来てパブリック・イメージと遊ぶという夢を抱いていた」）。

## ソニック・ユース
ムーアは1980年、コーチメンの最後のギグでキム・ゴードンと出会った。コーチメンは彼がJ・D・キング、ダニエル・ウォルワース（デイヴ・キーに交代）、ボブ・プーリンと組んでいたバンドである。ムーアはゴードン、アン・デマリニス、デイヴ・キーと共にバンドを結成し、メール・ボンディング、レッド・ミルク、アルカディアンズといった名前で活動した後、1981年6月直前にムーアの選んだソニック・ユースに落ち着いた。バンドは1981年6月にニューヨークのホワイト・コラムス・ギャラリーで開催されたノイズ・フェストに出演した。このフェストではリー・ラナルドがグレン・ブランカのエレキギター・アンサンブルの一員として、またデヴィッド・リントンとのデュオ「アボイダンス・ビヘイビアー」として演奏していた。ムーアは、コーチメンが1970年代にラナルドのバンド、ザ・フラックスとCBGBのステージを共にしていた頃から知り合いだったラナルドをバンドに招き入れた。この新しい3人組は、その週の後半に行われたフェスティバルで、ドラマー抜きで3曲を演奏した。バンドメンバーはそれぞれ交代でドラムを担当していたが、やがてドラマーのリチャード・エドソンと出会う。バンドはニュートラル・レコード、ホームステッド・レコード、そしてSSTレコードと契約を結んだ。
ムーアとラナルドは、独特なギターチューニングを多用し、独特の音色やドローンを生み出すために、しばしば楽器に大幅な改造を加えている。彼らは毎回のライブに50本以上のギターを持ち込み、そのうち数本のギターは1曲だけ使用することもあることで知られている。2004年、ローリングストーン誌はムーアとラナルドを「史上最高のギタリスト」の第33位と第34位に選出した。
サーストン・ムーアは、多くのアーティストがSST、ディスコード、サブポップなどの独立系レコードレーベルに熱心に取り組んでいた時代に、バンドがDGCレコードと契約することを決めた理由を次のように説明している。
ハスカー・ドゥの音楽はワーナーと契約した時も変わっていないことに気づいた。SSTレコード、ブラスト・ファースト・レコード、ニュートラル・レコードといったインディーズレーベルと取引していたが、経理関係があると必ずどこか怪しいところがあった。ゲフィンと契約すれば、家賃を払い、健康保険に入り、少しだけ生活費を節約できる前払い金がもらえる。もしかしたら、昼間の仕事に就かずに済むかもしれない。納得のいく契約を交渉できると感じていた。
スティーヴ・アルビニが企業レーベルがアーティストを騙していると非難した際、ムーアは「企業レーベルにひどい扱いを受けるバンドは本当に愚かだ」と反論した。彼はDGCレコードと契約したバンドの決断を擁護し、彼らは自分が何に巻き込まれるか分かっており、「売り渡す」のではなく「受け入れる」と捉えていたと説明した。
2011年、ムーアと妻でソニック・ユースのベーシストであるキム・ゴードンは別居し、その後まもなくソニック・ユースは無期限の活動休止に入った。結婚生活は終わりを迎えていたが、ムーアはソニック・ユースが終わったとは一度も主張しなかった。

## ソニック・ユース以外での活動
ソニック・ユースでの活動に加え、ムーアはソロアーティストとしてもアルバムをリリースしています。彼とゴードンはミラー/ダッシュとして数曲をリリースしました。ムーアはオンラインでの活動の一環としてプロテスト・レコードを設立したが、このプロジェクトはその後中断している。ムーアは数多くのミュージシャンとコラボレーションしており、その中にはマリアンヌ・アマチャー、リディア・ランチ、ボルベトマグスのドン・ディートリッヒとジム・ソーター、DJスプーキー、ウィリアム・フッカー、ダニエル・カーター、クリスチャン・マークレー、マイク・ワット、ファイヴ・スタークル・メン、ローレン・マッザケーン・コナーズ、ドレッド・フール、ウィリアム・ワイナント、ザ・シング、ネルス・クライン、コックE.S.P.、ジョン・モロニー、グレン・ブランカ、ヤマンタカ・アイ、ベック、マイ・キャット・イズ・アン・エイリアン、ジョン・ラッセル、スティーヴ・ノーブル、ジョン・エドワーズ、灰野敬二、ジョン・ゾーン、オノ・ヨーコ、小杉武久などがいる。ムーアは1982年と83年にスワンズの初期メンバーで、ベースを担当していた。
1990年代初頭、ムーアはリチャード・ヘル、ドン・フレミング、スティーヴ・シェリーと共にサイドバンド「ディム・スターズ」を結成し、ロバート・クワインがゲスト出演した。1993年のロラパルーザ・ツアーでは、サイドステージでソロ演奏を行った。また、R.E.M.のアルバム「Monster」に収録されている「Crush with Eyeliner」ではギターとバックボーカルを担当。また、ソニー・シャーロックに捧げられた「Space Ghost Coast to Coast」のエピソードではフレッド・クラックリンを演じた。2000年には、コンセプチュアル・アーティスト/ギタリストのマルコ・フシナートとの共同プロジェクトで即興ギター曲を提供した。2004年以降は、アンドリュー・W・K・マクレランも所属するロサンゼルスのノイズ・コレクティブ「To Live and Shave」でレコーディングと演奏を行っている。彼はマンハッタンにあるソニック・ユースの旧スタジオでバンドと共にレコーディングを行い、後にワシントンD.C.で開催されたジョージ・W・ブッシュ大統領の「就任反対」を訴える「ノイズ・アゲインスト・ファシズム」コンサートで彼らと共演した。このコンサートはムーアがキュレーションを担当し、ソニック・ユースの1992年の楽曲「ユース・アゲインスト・ファシズム」にちなんで名付けられた。ムーアは2006年のオール・トゥモローズ・パーティーズ・ミュージック・フェスティバルの「ナイトメアー・ビフォア・クリスマス」ウィークエンドのキュレーションも担当した。
2007年、ムーアのレーベルであるエクスタティック・ピースはソロアルバム『Trees Outside the Academy』をリリースした。このアルバムはマサチューセッツ州アマーストにあるJ・マスシスのスタジオでレコーディングされた。ソニック・ユースのドラマー、スティーブ・シェリーとヴァイオリニストのサマラ・ルベルスキが参加している。また、マスシスとチャラランビデスのクリスティーナ・カーターのコラボレーション曲も収録されており、「Honest James」ではムーアとデュエットしている。
2012年、ムーアとキム・ゴードンはオノ・ヨーコとのコラボレーションアルバム『Yokokimthurston』をリリースした。また同年、ムーアはブラックメタルのスーパーグループ「トワイライト」に加入した。その後、新バンド「チェルシー・ライト・ムービング」を結成。彼らの最初の曲「バロウズ」は無料ダウンロード配信された。2013年には、彼らの名を冠したデビューアルバムをリリースした。このリリースはSXSWフェスティバルと同時期に開催され、メロウ・ジョニーズの自転車店での無料ライブを含む数々の公演を行った。2013年、ロンドン、イズリントンのユニオン・チャペルで開催されたスパークスのコンサートでは、ロン・マエルとラッセル・マエルと共に「This Town Ain't Big Enough for Both of Us」でギターを演奏した。2014年には、スティーヴ・シェリーとマイ・ブラッディ・ヴァレンタインのデビー・グージをリズムセクションに、ジェームズ・セドワーズをギターに迎えたソロアルバム『The Best Day』をリリースした。
2018年、ムーアはロンドンのバービカン・センターで、実験的な12弦ギター・アンサンブル作品『ギャラクシーズ』を発表した。12人のオーケストラには、デブ・グージ、ジョナ・ファルコ、レイ・アッグス、ジョセフ・カワードらが参加した。2019年には、アヴァンギャルド・ロックの3枚組ボックスセット『スピリット・カウンセル』をリリースした。1曲目の「アリス・モキ・ジェイン」は、ジョン・コルトレーン、ドン・チェリー、オーネット・コールマンの配偶者にちなんで名付けられた63分の曲である。28分の「8スプリング・ストリート」は、グレン・ブランカの旧住所にちなんで名付けられている。55分の最終曲「ギャラクシーズ（スカイ）」は、サン・ラの詩にインスピレーションを得たものである。
2020年、ムーアはソロアルバム『By the Fire』をリリースした。このアルバムには、前作『The Best Days』と同様に、ギタリストのジェームズ・セドワーズとベーシストのデビー・グージがフィーチャーされている。2021年には、インストゥルメンタルアルバム『Screen Time』をサプライズリリースした。
ムーアは、2023年にカンタロープ・ミュージックからリリースされる、デヴィッド・T・リトルとアン・ウォルドマンがティムール・アンド・ザ・ダイム・ミュージアムをフィーチャーしたインダストリアルメタルオペラ『Black Lodge』のエグゼクティブプロデューサーを務める。

## ディスコグラフィ

### ソロ
- Psychic Hearts (1995)
- Trees Outside the Academy (2007)
- Demolished Thought (2011)
- The Best Day (2014)
- Spirit Counsel (2019)
- By the Fire (2020)
- Screen Time (2021)
- Flow Critical Lucidity (2024)

## 著書
- Alabama Wildman (2000)
- Mix Tape: The Art of Cassette Culture (2005)
- Grunge (with Michael Lavine, 2009)
- Punk House: Interiors in Anarchy (with Abby Banks, Timothy Findlen, 2007)
- No Wave: Post-Punk. Underground. New York. 1976–1980. (with Byron Coley, 2008)
- James Hamilton: You Should Have Heard Just What I Seen (with James Hamilton, 2010)
- Lion: Only Noise (And Poems) (2011)
- Sonic Life: a Memoir (2023)